# John A. Hiigli
John Arden Hiigli (USA, 1943. június 1. – 2017. október 18.) amerikai festőművész, pedagógus, feltaláló.

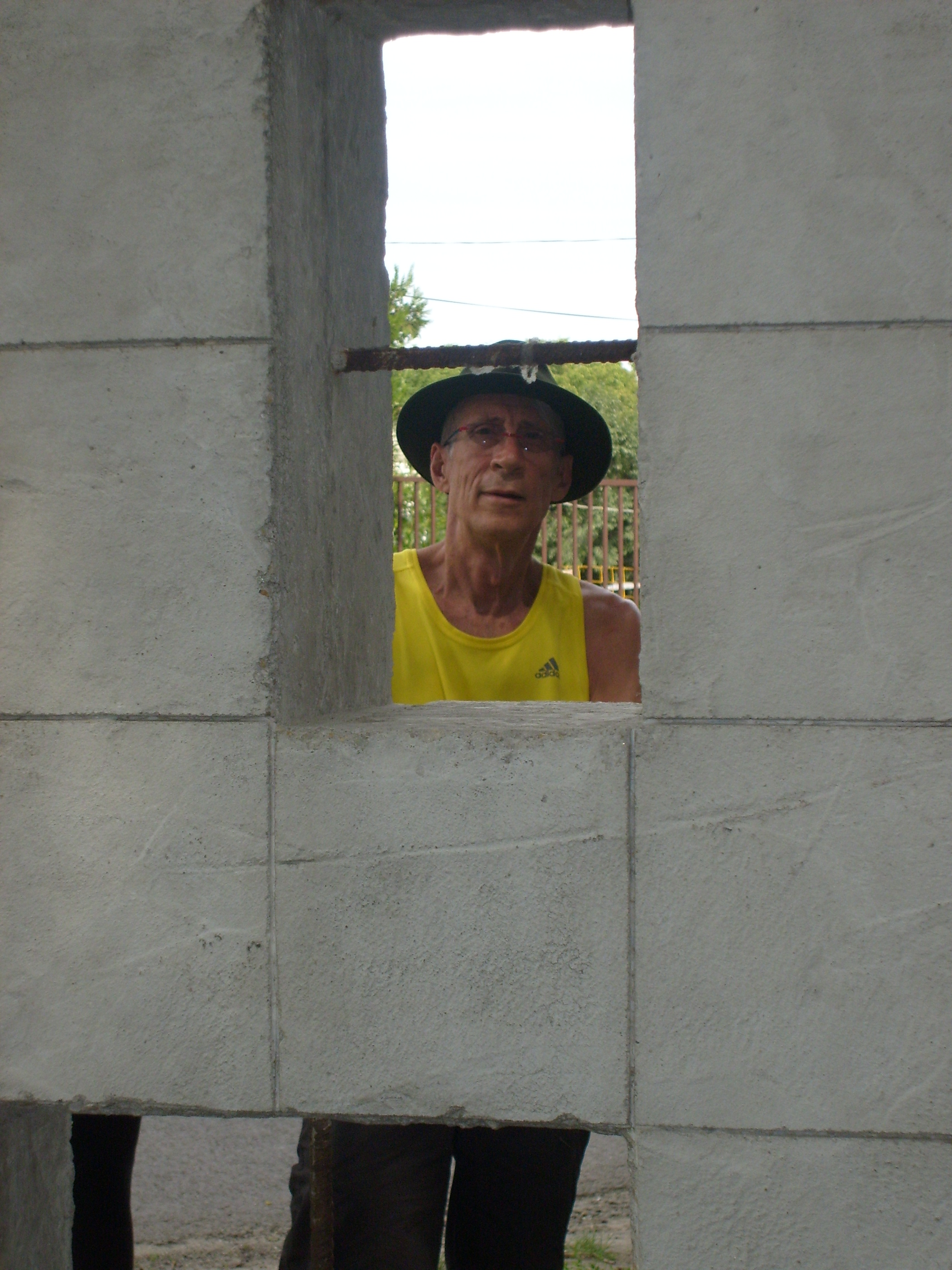
Hiigli barátja, Saxon-Szász János szokolyai 1956-os köztéri objektjénél, 2009

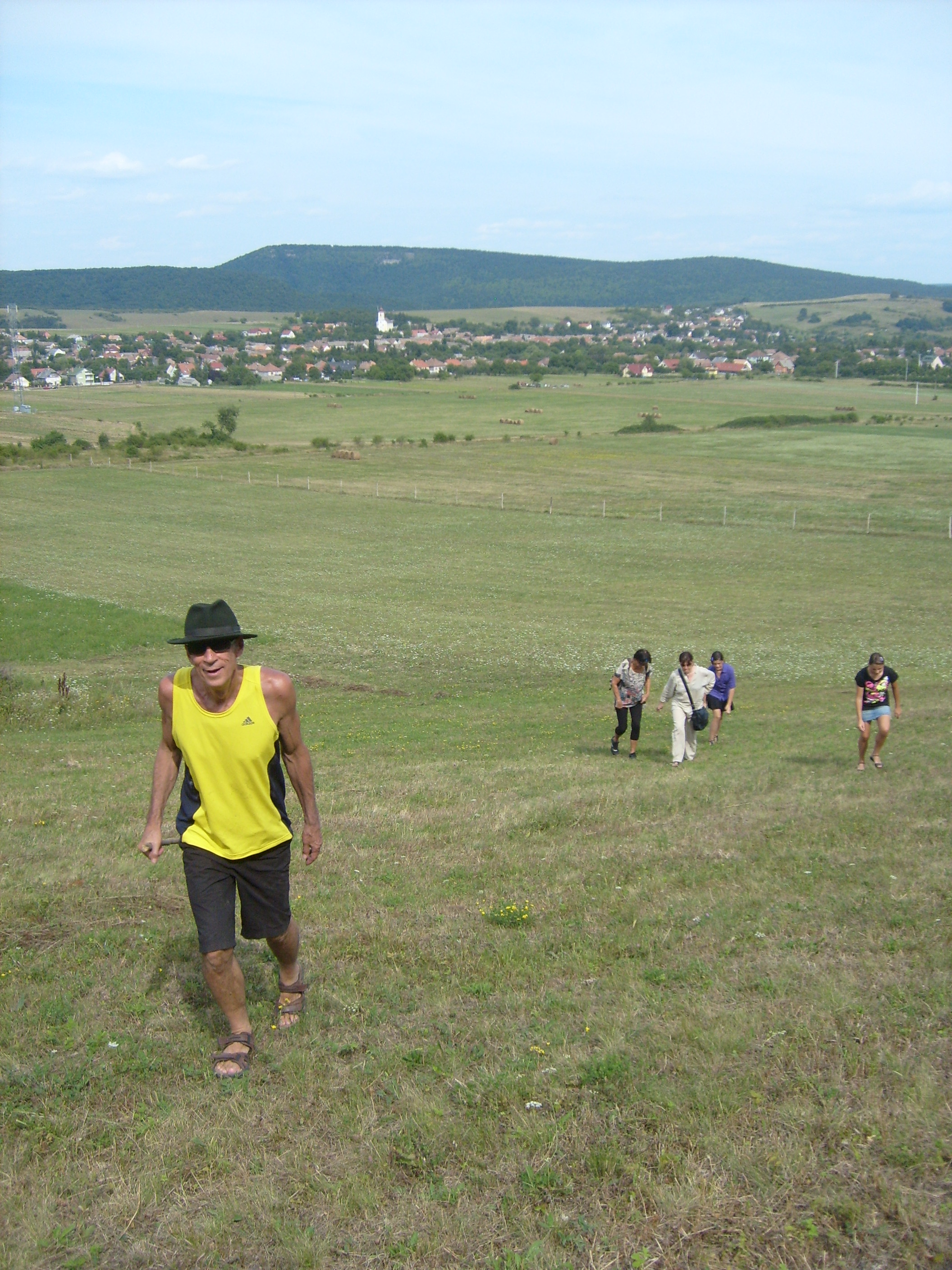
Kirándulás a Duna-kanyarban

## Élete
1943-ban született az USA Indiana államában. Gyermekkorát egy tanyán töltötte, a természet közeli élmények máig hatnak a művészetében. Művészeti és bölcsész, valamint gyermek-pedagógiai diplomát szerzett.
1969-ben New Yorkba költözött. A megelőző években barátaival bejárta Amerikát. Közben alkalmi munkákból tartotta fenn magát, volt újságárus, postás, modell és taxisofőr is.
Festői munkája mellett évtizedek óta foglalkozik gyermekek művészi képzésével, nevelésével. Feleségével, Dominique Hiigli Bordereaux-val 1971-ben alapított egy kreatív, francia-stílusú, angol-francia kétnyelvű előkészítő iskolát (Le Jardin A L'Ouest, „The Garden of the West”). 1999 óta egy nonprofit gyermek-galériát (Jardin Galerie) is vezetnek.
Életének egyik meghatározó élménye a Wisconsin államban látott geodéziai kupola volt, ami az érdeklődését a matematika irányába terelte. Később, 1970-ben ismeretséget kötött ennek tervezőjével, Buckminster Fullerrel, amerikai építésszel, íróval és feltalálóval. Fullerrel mester-tanítvány és baráti viszonyba került.
Másik meghatározó élménye Jean Piaget svájci pszichológus tanuláselméletének megismerése volt. Az elmélet szerint az ember és környezete között kölcsönhatás áll fenn, egyrészt alkalmazkodik hozzá, másrészt megváltoztatni igyekszik azt. A gyermek azonban nem kiszolgáltatott a géneknek és a környezet ingereinek, mert az ismeretszerzésben belső erők hajtják.

## Művészi munkája
Hiigli első (naiv) művészi megnyilvánulásai a szülőföldhöz és ennek történelméhez kapcsolódnak. Elhagyva a gyermekkort újabb témák felé fordult, portrékat, aktokat és zsánerképeket készített. Néhány fiatalkori tusrajza – melyeket élesen elkülönülő fekete-fehér felületek vagy tussal fraktálszerűen átitatott papír jellemez – már az absztrakt jegyében született.
Az 1960-1970-es években festett olaj- és akrilképeit csodálatos színek és színérzékenység és az amerikai absztrakt expresszionizmus stílus jellemzi. Miután figyelme a matematika felé fordult, színei pasztelleké változtak, az elmosódott, titokzatos formákat pedig felváltották a vonalak és a síkok, a geometriai permutációk és szabályszerűségek által meghatározott formák és terek. Hiigli a lágy színű, légiesen könnyű, áttetsző szerkezeteit „transparent paintings”-nek nevezi, mely közelít a geometrikus absztrakt fontos irányzatához, a MADI-hoz.
Az utóbbi években számítógép-programokkal tervezi a munkáit, például az Illustratorral és a Mathematicával. Ebben Stephen Weil, az IBM rendszertervezője, Hiigli grafikus lánya, Zoé, valamint a jelenleg egy törökországi egyetemen tanító olasz tipográfus, Alessandro Segalini segítik.
Alkotásai óriási, többméteres vásznakra készülnek, ami megnehezíti a kiállítási vagy a gyűjtési lehetőségeket. Szerinte a geometriai ismétlődések, permutációk valójában csak így érzékeltethetők. Hiigli néhány találmánya, melyet a gyermekek képzéséhez fejlesztett, szabadalommal védett. Az egyik egy kirakós játék, amely különféle gúlákból állítható össze, miközben bonyolult testek jönnek létre.

## Hiigli és Magyarország
Budapesten többször is járt a Szimmetria Fesztiválok (2003, 2006, 2009) meghívott előadójaként és kiállítójaként. 2006-ban részt vett a Nemzetközi Mobil MADI Múzeum szervezésében, Moszkvában megtartott SupreMADIsm művészeti fesztiválon. Mély barátságot kötött Saxon-Szász Jánossal, számos munkát közösen jegyeznek.
2010-ben Pécsett, Európa kulturális fővárosában tartotta világkonferenciáját az amerikai székhelyű Bridges Organisation "Matematikai összefüggések a művészetben, a zenében, a tudományban és a kultúrában" címmel. Itt több előadása is volt és a rendezvénysorozat részeként tartott művészi csempetervező-versenyt megnyerte. A Zsolnay Porcelánmanufaktúra Zrt. egyedi művével díjazták.

## Egyéni kiállítások
- Geometric Transparency Studio Exhibit, NYC – Kurátor: Sharon Goldberg | 2009. március 18.
- The Light of the Heavens Studio Exhibit, NYC – Kurátor: Sharon Goldberg | 2008. december 10.
- Hypercross K.A.S Gallery, Budapest Magyarország – Kurátor: Dárdai Zsuzsa |

2006. augusztus 15 – szeptember 15.
- Transfiguration paintings V.I.A. Art, NYC | 1996. április

## Csoportos kiállítások
- Synergetics Collaborative Art Show Opening Waterman Gallery, NYC – Waterman Building at the Rhode Island School of Design | 2009. november 12.
- Circles & Squares Vandorn Hinnan-nal Bowery Poetry Club, NYC – Kurátor: John Sims | 2009. szeptember 11 – október 12. Az első kiállítás címe a kiállítás-sorozatban Rhythm of Structure: Mathematics, Art and Poetic Reflection
- Vonal – Az egydimenzió érzete B55 Galéria, Budapest Magyarország – Kurátor: Dárdai Zsuzsa | 2009.  július 31 – augusztus 5. Nemzetközi Szimmetria Fesztivál Tudomány a művészetben – Művészet a tudományban, Nemzetközi Szimmetria Társaság, Budapesti Műszaki és Gazdaságtudományi Egyetem (BME), Nemzetközi Mobil MADI Múzeum és B55 Galéria
- Quest for the Intangible Amsterdam Whitney Gallery, NYC – 2009. január 9 – február 3.
- Drawn From Nature Access Art, NYC – Kurátor: Sharon Goldberg | 2008. július 16 – 30.
- Sales Event: 6 Artists from the New York Studio School Access Art, NYC – Kurátor: Sharon Goldberg | 2008. június 24 – 28.
- Transcendent Counterpoints Amsterdam Whitney Gallery, NYC | 2008. január 4 – 29.
- Szimmetria a művészeti és tudományos oktatásban Europa Congress Center, Budapest, Magyarország – Kurátor: Dárdai Zsuzsa | 2006. augusztus 12 – 18. Nemzetközi Szimmetria Fesztivál 2006.
- supreMADIsm – Emlékezés az orosz konstruktivizmus mestereire Moscow Museum of Modern Art, Moscow, Russia – Kurátor: Dárdai Zsuzsa | 2006. május 10 – június 22. Nemzetközi művészeti fesztivál és kiállítás-sorozat
- Szimmetria: Állandóság és változás szintézise Budapest Magyarország – Kurátor: Dárdai Zsuzsa | 2003. augusztus. Nemzetközi Szimmetria Fesztivál 2003.
- Rhythm of Structure: Math Art in Harlem FIRE PATROL N.5 ART Building, NYC – Kurátor: John Sims | 2003. január 4.
- MATH ART/ART MATH Selby Gallery Ringling School of Art And Design Sarasota, Florida | 2002. március
- BLUE 450 Broadway Gallery, NYC | 1996. szeptember